# Raoul Ancel
Pour les articles homonymes, voir Ancel.
Raoul Ancel est un armateur et homme politique français né le 7 juin 1846 au Havre (Seine-Inférieure) et mort le 5 octobre 1911 à Rouen (Seine-Inférieure).

## Biographie
Fils de Jules Ancel, ancien député, Raoul Ancel suit la voie familiale en devenant armateur. Il est juge au tribunal de commerce de 1876 à 1887. Président de la Société d'agriculture de son arrondissement, il devient maire de Gonfreville-l'Orcher en 1896 et est conseiller général du canton de Montivilliers de 1901 à 1911. 
Il est sénateur de la Seine-Inférieure de 1909 à 1911 où il siège à droite, parmi les non-inscrits. 
Il est président du conseil d'administration de la Bénédictine de Fécamp et président de la Société de secours mutuels de Montivilliers.
Il décède subitement, en pleine séance du conseil général.
Marié à Georgina Perquer, fille de l'armateur et maire du Havre Pierre Frédéric Perquer et d'Anna Georgina Huzar, puis à Marie Anne Alicia Coppinger, fille de Michel Adrien Coppinger et de Bérénice Rose Quenouille, il est le père de Georges Ancel.

## Distinctions
- Chevalier de l'ordre de Pie IX

## Sources
- « Raoul Ancel », dans le Dictionnaire des parlementaires français (1889-1940), sous la direction de Jean Jolly, PUF, 1960 [détail de l’édition]
- Jean-Pierre Chaline (dir.) et Anne-Marie Sohn (dir.), Dictionnaire des parlementaires de Haute-Normandie 1871-1940, Rouen, Publications de l'Université de Rouen, 2000, 352 p., 24×16 cm (ISBN 2-87775-294-1), p. 37-38
- Raoul Ancel sur le site du Sénat
- Raoul Ancel (1846-1911) négociant havrais, militant catholique, homme politique, actes du colloque 1er oct 2011, société « Montivilliers hier, aujourd’hui, demain », Montivilliers, 2015, 112 p.
- Jean-Pierre Chaline, Les Dynasties normandes, Paris, Perrin, 2009, 535 p. (ISBN 978-2-262-01703-3), p. 243, 449.